# Lavajos de Sinarcas
Lavajos de Sinarcas este o arie protejată (arie specială de conservare — SAC, sit de importanță comunitară — SCI) din Spania întinsă pe o suprafață de 24,79 ha, integral pe uscat.

## Localizare
Centrul sitului Lavajos de Sinarcas este situat la coordonatele 39°45′23″N 1°14′23″W / 39.7564°N 1.2398°V.

## Înființare
Situl Lavajos de Sinarcas a fost declarat sit de importanță comunitară în iulie 2001 pentru a proteja 1 specie de plante. Situl a fost protejat și ca arie specială de conservare în august 2015.

## Biodiversitate
Situată în ecoregiunea mediteraneană, aria protejată conține 1 habitat natural: Iazuri temporare mediteraneene.
La baza desemnării sitului se află o specie protejată de  plante: Marsilea strigosa.
Pe lângă speciile protejate, pe teritoriul sitului au mai fost identificate 3 specii de plante, 1 specie de amfibieni.